# Tippecanoe and Tyler Too
Tippecanoe and Tyler Too, originariamente pubblicata come Tip and Ty, è una canzone popolare statunitense, creata originariamente nel 1840 come jingle per la campagna elettorale del candidato (poi eletto) Presidente William Henry Harrison (soprannominato "Tippecanoe", in onore della battaglia omonima in cui è stato generale) e del vice John Tyler.
Il testo è infatti una "pubblicità" nei confronti dei candidati e del partito Whig, andando infatti a sminuire il candidato avversario, il democratico Martin Van Buren, presidente uscente.

## Origini
Il testo della canzone fu scritta nel 1840 da tal Alexander Coffman Ross, un gioielliere di Zanesville (Ohio), sulla musica di una canzone dei menestrelli chiamata "Little Pigs". Egli la eseguì per la prima volta ad una comizio Whig nella dussero cittadina, ma balzò all'attenzione degli interi Stati Uniti quando venne eseguita durante un altro comizio a New York.
Della canzone esistono molteplici versioni.

## Testo
Our country through?

It is the ball a-rolling on

for Tippecanoe and Tyler too.

For Tippecanoe and Tyler too.

And with them we'll beat little Van, Van, Van,

Van is a used up man.

And with them we'll beat little Van.»
in tutto il nostro paese?

C'è un gran movimento

per Tippecanoe e anche Tyler.

Per Tippecanoe e anche Tyler.

E con loro batteremo il piccolo Van, Van.

Van è un uomo consumato.

E con loro batteremo il piccolo Van.»
Il testo della canzone inizia evidenziando il gran movimento all'interno degli Stati Uniti in favore del ticket presidenziale del partito Whig, marcato dall'utilizzo dell'espressione idiomatica it is the ball a-rolling on, traducibile come "c'è un gran movimento"; nella seconda parte vi è poi una sorta di "presa in giro" nei confronti di Martin Van Buren, definito come "piccolo Van" e "uomo consumato" e viene asserito che sarà battuto nelle elezioni.

## Versioni moderne
La band They Might Be Giants ha pubblicato nel 2004 una versione riarrangiata nell'album Future Soundtrack for America.